# 錢世年
錢世年（英語：Tsin Sai-nin）是香港教育家、工會份子和政治人物，曾擔任市政局民選議員、香港政府華員會主席，亦是香港教育專業人員協會創辦人。

## 生平
錢世年曾是賽馬會官立中學的教師，其後轉教金文泰中學。1961至62年、65至68年，錢擔任香港教師會的副主席。退休後，錢氏參加1973年香港市政局選舉，但未能獲得教師會支持。他因而加入香港政府華員會，最終成為該會主席。錢世年雖然獲得香港革新會提名出選市政局，但選後就與主席貝納祺出現分歧，錢與另一獲革新會提名的黃品卓在1974年退黨。
1968年，社會發起中文運動，爭取中文成為香港的官方語言，錢亦參與其中。1970年至71年，政府宣布削減文憑教師起薪15%，除了首當其衝的師範學生曾罷課抗議外，在職教師大多敢怒而不敢言。當時能代表教師的，只有右派的香港教師會，卻對減薪事不吭一聲。錢世年因而倡議成立香港教育組織聯合辦事處，而錢氏亦成為辦事處召集人。辦事處在錢世年等人帶領下，於1973年改組成為香港教育專業人員協會，至今仍是港內最有影響力的教師工會。但錢氏在1973年成為市政局議員，因而辭任教協籌委會成員，由司徒華接手。
1978年，錢氏連同市政局議員杜葉錫恩和黄梦花，就香港憲制改革向外交事務國務大臣哥倫威·羅伯特和國會議員弗蘭克·胡利請願，但他們所要求的改革最終未能實現。
1981年，錢氏創立「香港民主協會」，反對政府在1980年6月公佈的《綠皮書》區政改革計劃。1983年，市政局舉行改制後首次選舉，錢氏以2,603票之差，被浦炳榮擊敗，喪失九龍城東議席，結束他的10年市政局服務。1985年，錢氏獲北京政府委任為香港特别行政區基本法諮詢委員會委員，為起草委員會提供諮詢服務。